# The Christmas Rose
The Christmas Rose (La rose de Noël) H.179 est un opéra en un acte et trois scènes composé entre 1919 et 1929 par Frank Bridge sur un livret de Margaret Kemp-Welch et Constance Cotterell.

## Rôles
- Myriam soprano
- Reuben mezzo-soprano
- Premier berger ténor
- Deuxième berger baryton
- Troisième berger baryton-basse

## Argument

### Scène I
Dans les collines près de Bethléem.

### Scène II
Sur la route de Bethléem.

### Scène III
En dehors de l'auberge de Bethléem

## Instrumentation et voix
- chœur de femmes, deux flûtes, deux hautbois, deux clarinettes, deux bassons, deux cors, deux trompettes, un trombone, timbales, percussion, harpe, cordes.